# ماري فرين
الآنسة مارى فرين هي أول عارضة أزياء و كانت بائعة في إحدى المحلات الكبرى للملابس ولقد عرض عليها رئيسها في العمل تشارلز فريدريك وورث أن تعرض بعض تصميماته وذلك عام 1846م. نجحت هذه الفكرة في جذب الزبائن. وعندما تزوجها أصبح منزلهما يستضيف من وقت إلى آخر أنيقات المجتمع وتقوم السيدة وارت (مارى فرين) بعرض الأزياء وفيما استعانت بغيرها وهكذا انتشرت عادة عرض الأزياء.
1. ↑   https://www.familysearch.org/ark:/61903/3:1:3Q9M-CSSK-194D-Q?i=2402&cat=124051. {{استشهاد ويب}}: |url= بحاجة لعنوان (مساعدة) والوسيط |title= غير موجود أو فارغ (من ويكي بيانات) (مساعدة)